# 趙炯
趙炯（1439年—？），字文鑑，四川重慶府永川縣人，明朝政治人物。

## 生平
成化八年（1472年）壬辰科第三甲第一百四十四名進士。歴官監察御史。弘治三年（1490年）陞雲南僉事。弘治六年（1493年）陞雲南副使，整飭騰衝兵備。弘治九年（1496年），因獻詩獲罪，謫運同。

## 家族
曾祖趙友先，祖趙榮，父趙本中，母晏氏。